# Sigari Punch
Punch è una marca di sigari cubani tra le più antiche in assoluto.

## Storia
Fondata nel 1840 da un tedesco di nome Stockmann. Diverse ipotesi sono state fatte in ordine all'origine del nome. Secondo una tesi esso deriva dalla figura di Punchinello (omonimo inglese di Pulcinella), secondo altri da un'omonima rivista satirica inglese. Dal vecchio logo della marca, che ritrae proprio la maschera, pare chiaro comunque quale sia la tesi più realistica.
La marca comunque deve la sua notorietà principalmente allo spagnolo Manuel López Fernández, che la rilevò nel 1884 e la gestì fino al 1925, e che riuscì a lanciarla bene nel mercato inglese dove è da sempre molto apprezzata. Alla morte di Fernández la marca venne acquisita dalla società che possedeva già anche, tra l'altro, Hoyo de Monterrey, ovviamente sino alla rivoluzione cubana di Fidel Castro che nazionalizzò anche quest'azienda. A tutt'oggi Punch è infatti di proprietà di Habanos, la società al 51% del Governo cubano ed al 49% della multinazionale del tabacco franco-spagnola Altadis.
Attualmente Punch è presente nei mercati mondiali con una discreta quota mercato, grazie ad un catalogo che presenta ben tre modelli della stessa vitola, ovvero la corona gorda.

## Prodotti
Elenco sigari commercializzati nel mercato italiano (escluse le edizioni limitate):
- Punch Punch (vitola Corona Gorda - Lunghezza 143mm, Diametro 18,26mm);
- Royal Selection n. 11 (vitola Corona Gorda - Lunghezza 143mm, Diametro 18,26mm);
- Royal Selection n. 11 (vitola Mareva - Lunghezza 129mm, Diametro 16,67mm);
- Double Corona (vitola Prominente - Lunghezza 194mm, Diametro 19,45mm);
- Churchills (vitola Julieta (o Churchill) - Lunghezza 178mm, Diametro 18,65mm);
- Petit Coronations (vitola Coronita - Lunghezza 117mm, Diametro 15,87mm);